# Злотники (Підляське воєводство)
Злотники (пол. Złotniki) — село в Польщі, у гміні Юхновець-Косьцельний Білостоцького повіту Підляського воєводства.
Населення — 106 осіб (2011).
У 1975-1998 роках село належало до Білостоцького воєводства.

## Демографія
Демографічна структура станом на 31 березня 2011 року:
|          | Загалом | Допрацездатний вік | Працездатний вік | Постпрацездатний вік |
| -------- | ------- | ------------------ | ---------------- | -------------------- |
| Чоловіки | 61      | 7                  | 38               | 16                   |
| Жінки    | 45      | 9                  | 18               | 18                   |
| Разом    | 106     | 16                 | 56               | 34                   |